# براء الزعيم
براء وفيق الزعيم ممثل سوري من مواليد دمشق وهو ابن الممثل وفيق الزعيم.

## أعماله

### المسلسلات
- الياسمين والاسمنت
- كوم الحجر
- باب الحارة 3-4-5-6-9 بدور الحكيم حمزة
- مواسم الخطر
- موعد مع المطر
- ليالي الصالحية بدور حاتم
- ما بتخلص حكايتنا
- الزعيم بدور سالم ابن أبو الذهب
- الغربال 1-2
- طاحون الشر
- حمام شامي
- الأميمي
- دنيا
- بواب الريح
- في ظروف غامضة
- خاتون 1-2 بدور خليل
- زقاق الجن بدور فياض 2023

## روابط إضافية
- صفحة براء الزعيم في قاعدة بيانات الأفلام العربية

## روابط خارجية
- براء الزعيم على موقع قاعدة بيانات الأفلام العربية